# James Francis Reilly
James Francis Reilly (Mountain Home Air Force Base, Idaho, 1954. március 18. –) amerikai geológus, űrhajós.

## Életpálya
1977-ben az University of Texas (Dallas) keretében földtudományok szakterületén szerzett alapdiplomát. Az alapdiploma megszerzése után, 1977-1978 között Nyugat–Antarktiszon tudományos expedícióban vett részt izotóp-geokronológia témában. 1979-től a  Santa Fe Minerals Inc. (Dallas) kutatógeológusa. 1980-tól  az Enserch Exploration Inc. szénhidrogén-kutató geológusa, később főgeológussá nevezték ki. Geológusi tevékenysége mellett részt vett egy új, a mélyvízi mérnöki tevékenységben és a biológiai kutatásban alkalmazható képalkotó technológia alkalmazásában. Ennek keretében összesen mintegy 22 napot töltött mélytengerben alámerülve a Harbor Branch Oceanographic Institution és az Egyesült Államok Haditengerészetének különféle járművein. Egyetemén 1987-ben szerzett mesterdiplomát (MSc), és 1995-ben kapott doktori (PhD) címet.
1994. december 9-től a Lyndon B. Johnson Űrközpontban részesült űrhajóskiképzésben. Három űrszolgálata alatt összesen 35 napot, 10 órát és 34 percet (850 óra) töltött a világűrben. Három űrséta alatt összesen 16 óra és 30 percet töltött az űrrepülőgépen kívül. Űrhajós pályafutását 2008 májusában fejezte be.

## Űrrepülések
- STS–89 az Endeavour űrrepülőgép 12. repülésének küldetésfelelőse. A nyolcadik Shuttle–Mir dokkolással több mint 4500 kilogramm tudományos felszerelést, logisztikai hardvert és vizet is szállított. Az előírt repülési, tudományos és kísérleti program felelőse. Egy űrszolgálata alatt összesen 8 napot, 19 órát és 48 percet (211 óra) töltött a világűrben. 5 800 000 kilométert (3 600 000 mérföldet) repült, 138 kerülte meg a Földet
- STS–104, a Atlantis űrrepülőgép 24. repülésének küldetésfelelőse. A küldetés során szállították a Quest zsilipkamrát, amit a Canadarm2 segítségével csatlakoztattak a Nemzetközi Űrállomáshoz (ISS). Harmadik űrszolgálata alatt összesen 12 napot, 18 órát és 35 percet (306 óra) töltött a világűrben. 8 500 000 kilométert (5 300 000 mérföldet) repült, 200 alkalommal kerülte meg a Földet.
- STS–117, a Atlantis űrrepülőgép 28. repülésének küldetésfelelőse. Az űrhajósok négy űrséta során felszerelték az S3/S4 jelzésű napelemtáblákat az ISS-re. A szolgálati idő alatt folyamatosan küzdöttek a számítógépek egymás után bekövetkező hibáival. Harmadik űrszolgálata alatt összesen 13 napot, 20 órát és 11 percet (332 óra) töltött a világűrben. 9 280 000 kilométert (5 800 000 mérföldet) repült, 219 alkalommal kerülte meg a Földet.